# Rotulagem de substâncias perigosas
O sistema de rotulagem de substâncias perigosas (Directiva 67/548/EEC)  baseia-se no uso de símbolos estandardizados sob a forma de pictogramas que identificam os riscos da utilização da substância, a colocação no mercado e a utilização e certas substâncias químicas. A Directiva 67/548/EEC (27 de Junho de 1967), relacionada às disposições legislativas, regulamentares e administrativas de classificação, embalagem e rotulagem de substâncias perigosas é a principal legislação da União Europeia sobre segurança química. Foi feita ao abrigo do Art. 95 (ex.: Art. 100 a) do Tratado de Roma. Por acordo era igualmente aplicável no EEE, e a conformidade com a diretiva irá garantir a conformidade com as leis suíças.
O sistema de rotulagem de substâncias perigosas são definidos no anexo II da directiva  67/548/CEE (27 de Junho de 1967). Embora agora substituído,pelo sistema harmonizado de classificação e rotulagem de produtos químicos segundo o Regulamento CLP (CE n° 1.272/2008 « classificação, embalagem e rotulagem das substâncias perigosas») desde 1 de Dezembro de 2010 para as substâncias e a partir de 2015 para as misturas que  revogou a directiva 67/548/CEE quando entrou em vigor.

## Regulamentação
O rótulo deve notificar os perigos susceptíveis de estar relacionados com o manuseamento em uso normal das substâncias e preparações perigosas na forma em que são colocadas no mercado.

## Sistema europeu de sinalização da Directiva 67/548/EEC
O sistema aqui apresentado é o antigo sistema de acordo com a Directiva 67/548/EEC. Este é substituído pelo Sistema harmonizado de classificação e rotulagem de produtos químicos (GHS) desde 1 de Dezembro de 2010 para as substâncias e 2015 para as misturas.
| Símbolo                           | identificação do perigo | Exemplos                                                                       |
| --------------------------------- | --- | ------------------------------------------------------------------------------ |
| Explosivo (E)                     | Substâncias e preparações sólidas, líquidas, pastosas ou gelatinosas que podem explodir sob o efeito de uma chama, de um choque, de fricção, de calor ou outras fontes de ignição. Frases de risco : R2 - R3 (torna facultativos os símbolos F e O) | - Nitroglicerina - Trinitrotolueno (TNT) - Ácido pícrico                       |
| Extremamente inflamável (F+)      | Substâncias e preparações líquidas, cujo ponto de inflamação é extremamente baixo e cujo ponto de ebulição é baixo, e substâncias e preparações gasosas que, à temperatura e pressão normais, são inflamáveis ao ar. Frases de risco : R12 | - Acetileno - Éter etílico                                                     |
| Inflamável (F)                    | - Substâncias que sofram ignição espontânea em contacto com o ar - Substâncias sensíveis à humidade, em contacto com a água, produzam gases inflamáveis - Líquidos inflamáveis com um ponto de inflamação inferior a 21°C - Substâncias sólidas que entram facilmente em combustão em contacto com fontes de ignição Frases de risco : R10 - R11 - R15 - R17     | - Benzeno - Etanol - Acetona                                                   |
| Comburente (O)                    | Substância que pode inflamar ou amplificar a combustão de produtos combustíveis. Ao contacto com materiais de embalagem (papel, cartão, madeira) ou de outras substâncias combustíveis, podem causar incêndios Frases de risco : R7 - R8 - R9 | - Ácido nítrico (superior ou igual a 70 %) - Peróxidos - Trióxido de crómio VI |
| Extremamente tóxico (T+)          | Produtos que por inalação, ingestão ou penetração cutânea em pequenas quantidades podem representar um risco grave, agudo ou crónico para a saúde e inclusivamente causar a morte Frases de risco : R26 - R27 - R28 - R39 - R39/28 | - Cianeto de hidrogênio mais de 7 % - Dioxina - Estricnina                     |
| Tóxico (T)                        | Substâncias que provocam graves desordens agudas ou crónicas ou até morte após inalação, ingestão ou penetração cutânea Frases de risco: R23 - R24 - R25 - R39 - R48 - R39/23 - R48/23/25 Cancerígeno - categoria 1 e 2 : 45 - 49 Mutagénica - categoria 1 e 2 : 46 Tóxicos para a reprodução - categoria 1 e 2 : 60 - 61 (torna facultativos os símbolos C e X) | - Cloreto de bário - Metanal - Tricloroetileno                                 |
| Nocivo (Xn)                       | Substâncias e preparações cuja inalação, ingestão ou penetração cutânea podem representar um risco grave, agudo ou crónico para a saúde e inclusivamente causar a morte Frases de risco : R48/20/21 - R40/22 Cancerígeno categoria 3 : 40 Mutagénica categoria 3 : 68 Tóxicos para a reprodução - categoria 3 : 62 - 63 (torna facultativo o símbolo Xi)         | - Diclorometano                                                                |
| Irritante (Xi)                    | Perigo : Substâncias irritantes para a pele, para os olhos ou para os órgãos respiratórios Utilização : Não inalar os vapores e evitar o contacto com a pele e os olhos Frases de risco : R41 - R36 - R38 - R37 | - Cloreto de cálcio - Carbonato de Sódio - Ácido fumárico                      |
| Corrosivo (C)                     | Perigo : O contacto com a substância química destrói os tecidos vivos, mas também muitos outros materiais Utilização : Não inalar os vapores e evitar directo com a pele, os olhos e as roupas Frases de risco : R35 - R34 (torna facultativo o símbolo X) | - Ácido clorídrico - Ácido fluorídrico - Hidróxido de sódio                    |
| Perigoso para o meio ambiente (N) | Perigo :Em caso de libertação na natureza, pode causar danos ao ecossistema imediatamente ou após um certo período Utilização :Segundo a perigosidade, não coloque estas substâncias no lixo doméstico, na canalização ou na natureza. Observe as disposições para a eliminação Frases de risco : R50 a R59                                                      | - Dicromato de amónio - Sulfato de cobre(II) - Lindano                         |